# Nanjie (köpinghuvudort i Kina, Shanxi Sheng, lat 35,43, long 111,31)
Nanjie är en köpinghuvudort i Kina. Den ligger i provinsen Shanxi, i den norra delen av landet, omkring 290 kilometer söder om provinshuvudstaden Taiyuan. Antalet invånare är 52 344. Befolkningen består av 25 193 kvinnor och 27 151 män. Barn under 15 år utgör 16,0 %, vuxna 15-64 år 76 %, och äldre över 65 år 7,0 %.
Runt Nanjie är det tätbefolkat, med 297 invånare per kvadratkilometer. Nanjie är det största samhället i trakten. Trakten runt Nanjie består till största delen av jordbruksmark.
Genomsnittlig årsnederbörd är 639 millimeter. Den regnigaste månaden är juli, med i genomsnitt 166 mm nederbörd, och den torraste är december, med 2 mm nederbörd.